# Безиду Ноу (Муреш)
Безиду Ноу (рум. Bezidu Nou) насеље је у Румунији у округу Муреш у општини Санђеорђу Де Падуре. Oпштина се налази на надморској висини од 364 m.

## Становништво
Према подацима из 2002. године у насељу је живело 39 становника.

### Попис2002.
| Расподела становништва по националности 2002.‍ | Расподела становништва по националности 2002.‍ | Расподела становништва по националности 2002.‍ | Расподела становништва по националности 2002.‍ | Расподела становништва по националности 2002.‍ |
| --------------------------------------------- | --------------------------------------------- | --------------------------------------------- | --------------------------------------------- | --------------------------------------------- |
|                                               |                                               |                                               |                                               |                                               |
| Мађари                                        | Мађари                                        |                                               | 11                                            | 28,2%                                         |
| Роми                                          | Роми                                          |                                               | 28                                            | 71,8%                                         |